# Malacómetro

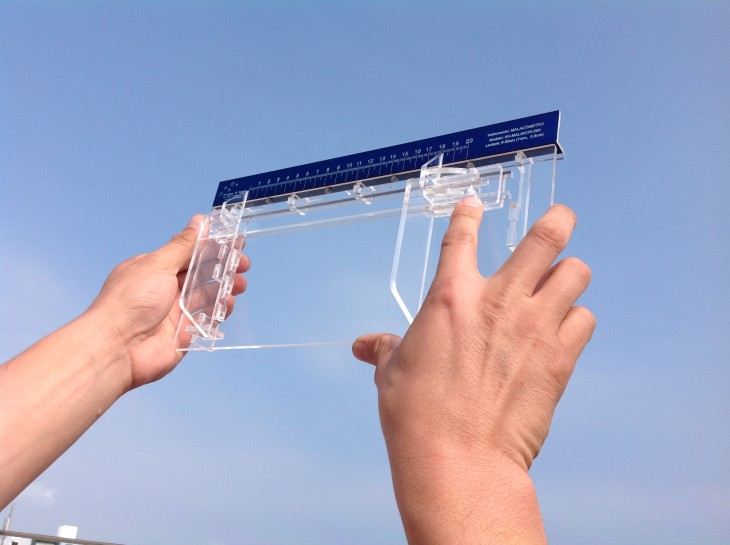
El malacómetro es un instrumento que se utiliza para medir la longitud de los moluscos.
Su etimología está compuesta del griego malakós (‘blando‘’) y de metrón (‘medida’).
La rama de la zoología que estudia a los moluscos es la malacología.
El malacómetro es empleado por inspectores en ministerios para la fiscalización y control de la extracción de este recurso. También es utilizado por maricultores y centros de acuicultura en las empresas privadas.
- Datos: Q17621299